# Cerco de Cádis
O Cerco de Cádis foi um cerco à base naval espanhola de Cádis pelo exército francês, entre 5 de Fevereiro de 1810 e 24 de Agosto de 1812, durante a Guerra Peninsular. Na sequência da ocupação de Madrid em 23 de Março de 1808, Cádis passou a ser o centro do poder espanhol, tornando-se o alvo de 70 000 homens do exército francês, sob o comando dos Marechais Claude Victor-Perrin e Nicolas Jean de Dieu Soult, para um dos mais importantes cercos da guerra. A defender a cidade de Cádis estavam 2 000 soldados espanhóis, número que aumentou 10 000 com o apoio das tropas britânicas e portuguesas.
Durante o cerco, que durou dois anos e meio, o governo das Cortes Generales em Cádis (as Cortes de Cádiz) criou uma nova constituição que reduzia o poder da monarquia; no entanto, esta constituição seria revogada por Fernando VII de Espanha após o seu regresso.
Em Outubro de 1810, uma força mista Anglo-Espanhola participou na Batalha de Fuengirola, tendo sido derrotada. Uma nova tentativa foi feita em Tarifa em 1811. No entanto, embora tivessem derrotado uma força avançada francesa de 15 000–20 000 liderada por Claude Victor-Perrin, na Batalha de Barrosa, o cerco não foi levantado.
Em 1812, a Batalha de Salamanca forçou as forças francesas a retirar da Andaluzia, com receio de serem bloqueados pelas forças aliadas. A derrota em Cádis contribuiu, de forma decisiva, para a libertação de Espanha da ocupação francesa devido ao governo espanhol e à utilização de Cádis como ponto de partida das forças aliadas.

## Bibliografia

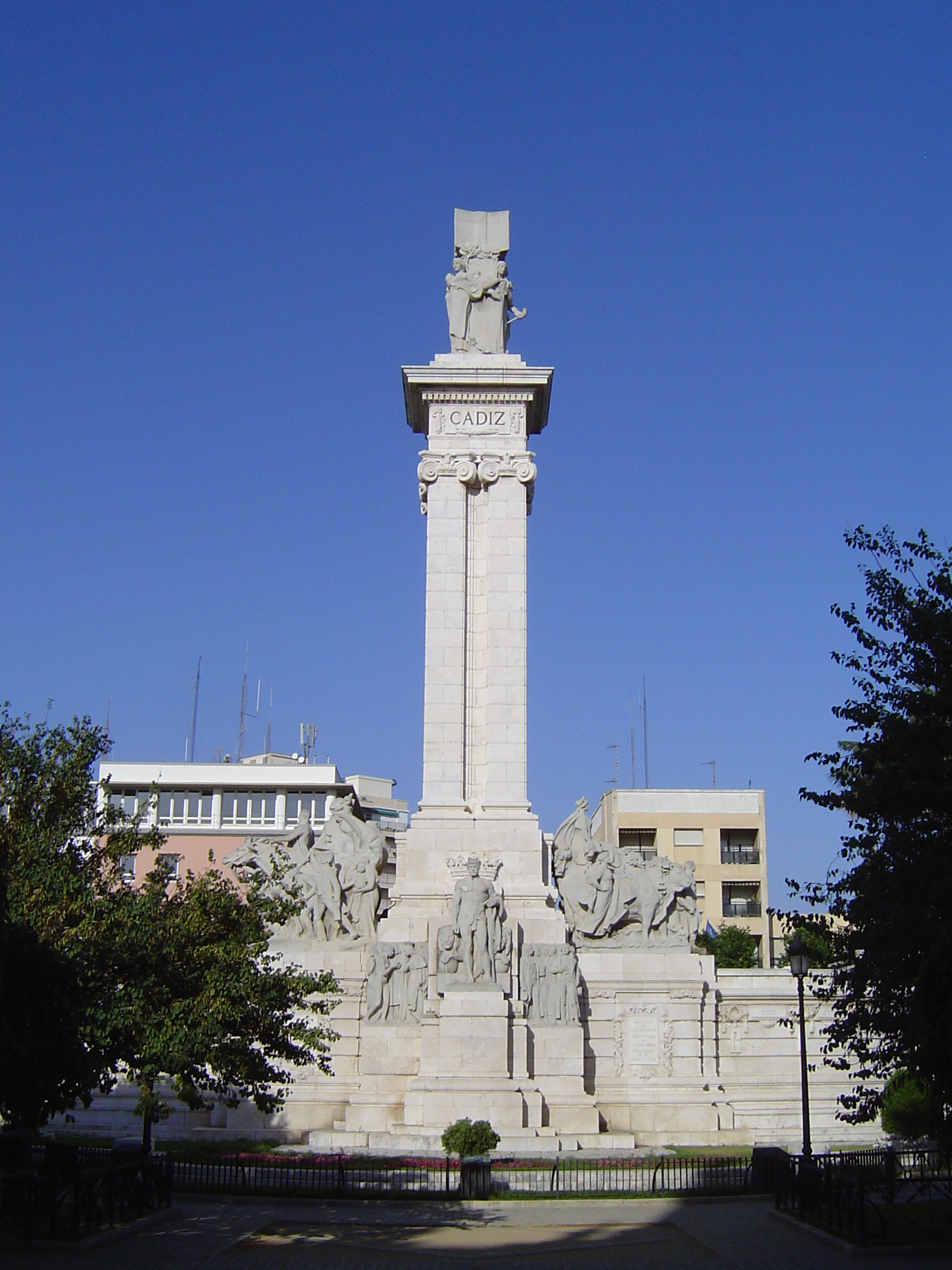
Monumento em Cádis às Côrtes e à constituição criada durante o cerco.